# George Newport
George Newport (Cantuária, 14 de fevereiro de 1803 — Londres, 6 de abril de 1854) foi um entomologista inglês.